# Relazione transitiva

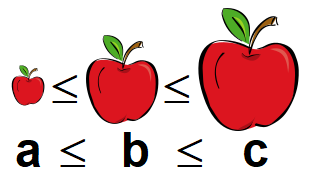

In matematica una relazione binaria R in un insieme X è transitiva se e solo se per ogni a, b, c appartenenti a X, se a è in relazione con b e b è in relazione con c, allora a è in relazione con c. In simboli:
{\displaystyle \forall a,b,c\in X,\ aRb\land bRc\;\Rightarrow aRc}
Per esempio, "è maggiore di" e "è uguale a" sono relazioni transitive: se a = b e b = c, allora a = c.
Non è invece transitiva la relazione "è perpendicolare a": se la retta A è perpendicolare alla retta B, e la retta B è perpendicolare alla retta C allora la retta A non è perpendicolare alla retta C.
Altri esempi di relazioni transitive sono:
- "è uguale a" (uguaglianza): se a = b e b = c, allora a = c
- "è un sottoinsieme di"
- "è minore di", "è minore od uguale a" (disuguaglianza)
- "divide" (divisibilità)
- "è parallela a" fra le rette di un piano

Una relazione transitiva che è anche riflessiva è un preordine. Un preordine che è anche antisimmetrico è una relazione d'ordine debole (o relazione d'ordine parziale, in inglese poset). Un preordine simmetrico è una relazione d'equivalenza.
Una relazione binaria si dice invece intransitiva (o antitransitiva) se e solo se per ogni a, b, c appartenenti ad X se a è in relazione con b e b è in relazione con c allora a non è in relazione con c. In simboli:
{\displaystyle \forall a,b,c\in X,\ aRb\land bRc\;\Rightarrow \lnot (aRc)}
La relazione "è perpendicolare a", vista sopra, si può considerare intransitiva.
Si noti che intransitivo non è sinonimo di non transitivo, esistono delle relazioni che non sono né transitive né intransitive.